# Kim Un-guk
 (août 2023).
Si vous disposez d'ouvrages ou d'articles de référence ou si vous connaissez des sites web de qualité traitant du thème abordé ici, merci de compléter l'article en donnant les références utiles à sa vérifiabilité et en les liant à la section « Notes et références ».
Dans ce nom coréen, le nom de famille, Kim, précède le nom personnel.
Kim Un-guk est un haltérophile nord-coréen né le 28 octobre 1988 à Pyongyang.

## Carrière
Kim Un-guk participe aux Championnats du monde d'haltérophilie 2010 qui se déroulent à Antalya en Turquie. Le Nord-Coréen se classe premier à l'arraché en soulevant 147 kg et second à l'épaulé-jeté avec 173 kg soulevés. Ces deux résultats cumulés lui permettent de décrocher le titre mondial, devant Zhang Jie et Erol Bilgin. Connu pour être un des nord-coréens les plus musclés, Kim Un-guk a été filmé en octobre 2010 par France Télévisions, mangeant un hamburger de McDonald's pour la première fois et dénonçant l'impérialisme américain, s'en référant au navire américain, l'USS Pueblo, capturé par les nord-coréens en 1968.

## Palmarès
- Championnats du monde d'haltérophilie 2010 à Antalya
  -  Médaille d'or en moins de 62 kg.

- Championnats du monde d'haltérophilie 2011 à Paris
  -  Médaille d'argent en moins de 62 kg.

- Jeux olympiques d'été de 2012 à Londres
  -  Médaille d'or en moins de 62 kg.

- Championnats du monde d'haltérophilie 2013 à Wrocław
  -  Médaille d'argent en moins de 62 kg.

- Championnats du monde d'haltérophilie 2014 à Almaty
  -  Médaille d'or en moins de 62 kg.

- Championnats du monde d'haltérophilie 2015 à Houston
  -  Médaille d'argent en moins de 62 kg.